# Birding Scotland (журнал)
Birding Scotland (в переводе с англ. — «Птицы Шотландии») — шотландский ежеквартальный научный орнитологический журнал. Основан в 1998 году.
Журнал изначально был рассчитан на орнитологов, которых интересовали птицы Шотландии, в том числе редкие, их миграция и другие аспекты орнитологии в Шотландии. Birding Scotland — 48-страничный ежеквартальный журнал формата A5 с полноцветными передней и задней обложками, содержит по меньшей мере восемь полноцветных страниц, богато иллюстрирован. На своих страницах помещает также многочисленные чёрно-белые фотографии и схемы.